# 1982 FK3
1982 FK3 är en asteroid i huvudbältet som upptäcktes den 21 mars 1982 av den belgiske astronomen Henri Debehogne vid La Silla-observatoriet.
Asteroiden har en diameter på ungefär 8 kilometer.